# Valeriu-Andrei Steriu
Valeriu-Andrei Steriu (ur. 24 września 1965 w Bukareszcie) – rumuński polityk i ekonomista, parlamentarzysta, w 2016 przewodniczący Narodowego Związku na rzecz Rozwoju Rumunii (UNPR).

## Życiorys
Z wykształcenia inżynier mechanik, w 1989 ukończył studia w Instytucie Politechnicznym w Bukareszcie. Doktoryzował się w 2007 w zakresie agronomii na Uniwersytecie Nauk Rolniczych i Medycyny Weterynaryjnej w Bukareszcie (USAMV). W latach 1990–1992 pracował jako inżynier, następnie do 2001 jako dyrektor generalny przedsiębiorstwa rolnego specjalizującego się w produkcji mleka w okręgu Braszów. W 2001 był menedżerem jednego z projektów prowadzonych przez Bank Światowy. W tym samym roku powołany na sekretarza stanu w resorcie rolnictwa, odpowiadał za integrację europejską i stosunki międzynarodowe.
Był działaczem Partii Socjaldemokratycznej. Z jej ramienia w wyborach w 2004 wszedł w skład rumuńskiego Senatu. W 2005 odszedł z parlamentu, został wówczas przewodniczącym organizacji gospodarczych ROMALIMENTA (zrzeszającej pracodawców przemysłu spożywczego) i APRIL (zrzeszenia przemysłu mleczarskiego), którymi kierował do 2008. W 2012 objął stanowisko profesorskie na Universitatea Transilvania w Braszowie.
W 2008 powrócił do działalności politycznej, uzyskując mandat posła do Izby Deputowanych. W 2010 opuścił PSD, po czym dołączył do Narodowego Związku na rzecz Rozwoju Rumunii, w którym objął funkcję wiceprzewodniczącego. W 2012 z ramienia skupionej wokół socjaldemokratów i liberałów koalicji z powodzeniem ubiegał się o poselską reelekcję. W marcu 2016 zastąpił Gabriela Opreę na funkcji przewodniczącego UNPR. W lipcu tego samego roku dołączył ze swoim ugrupowaniem do Ruchu Ludowego byłego prezydenta Traiana Băsescu. W grudniu 2016 ponownie wybrany do Izby Deputowanych. W 2018 wstąpił do frakcji PSD.